# 民主主義映画
民主主義映画（みんしゅしゅぎえいが）は、終戦直後の日本でGHQが占領政策を推進するために、邦画各社に製作を奨励した一種のプロパガンダ映画である。

## 主な作品

### 東宝
- わが青春に悔なし
- 戦争と平和
- 或る夜の殿様
- 浦島太郎の後裔
- 今ひとたびの

### 松竹
- お嬢さん乾杯!
- 破れ太鼓
- 女性の勝利

### 大映
- 最後の攘夷黨